# Spiringen
Spiringen ist eine Einwohnergemeinde im Schweizer Kanton Uri. Zum Gemeindegebiet gehört als Exklave auch der Urner Boden.

## Geographie
Spiringen liegt am Südhang von Gamperstock (2274 m ü. M.) und Sirtenstock (2300 m ü. M.) am rechten Ufer der Schächen im Schächental. Zur Gemeinde gehören der westlich vom Dorf liegende Weiler Witerschwanden (774 m ü. M.) und zahlreiche Häusergruppen, Alpsiedlungen und Einzelgehöfte.
Die Exklave Urner Boden liegt östlich des Klausenpasses. Sie umfasst eine Fläche von 42,04 km² und zählt nur 48 Einwohner (VZ 2000). Durch Urnerboden fliesst der Fätschbach, der wenig südlich des Dorfes Linthal in die Linth einmündet. Zum Urner Boden gehören etliche kleine Siedlungen. Grössere sind Argseeli, Mättenwang und die Teile der Siedlung Urnerboden.
Nur 19 ha oder 1,4 % der Gemeinde sind Siedlungsfläche. Bedeutender ist die Landwirtschaftsfläche mit 2501 ha oder einem Anteil von 37,5 %. Der Grossteil des Gemeindeareals ist von Wald und Gehölz bedeckt (1165 ha oder 17,6 %) oder unproduktives Gebiet (Gewässer und Gebirge; 3286 ha oder 43,5 %).
Spiringen grenzt im Westen und Norden an Bürglen UR, im Osten und Süden an Unterschächen und im Südwesten an Schattdorf.
Die Exklave Urner Boden grenzt im Westen an Unterschächen, im Norden an Muotathal im Kanton Schwyz, im Osten und Süden an die Glarner Gemeinde Glarus Süd am Ortsteil Linthal und im Südwesten an Silenen. Auf dem Gipfel des Schijen findet sich ein Dreikantonseck zu den Kantonen Glarus und Schwyz ().

## Bevölkerung
| Bevölkerungsentwicklung | Bevölkerungsentwicklung |
| Jahr                    | Einwohner               |
| ----------------------- | ----------------------- |
| 1850                    | 909                     |
| 1860                    | 836                     |
| 1870                    | 986                     |
| 1900                    | 945                     |
| 1910                    | 1062                    |
| 1920                    | 912                     |
| 1950                    | 1050                    |
| 1970                    | 946                     |
| 1990                    | 921                     |
| 2000                    | 963                     |
| 2005                    | 943                     |

Die Einwohnerzahl sank zwischen 1850 und 1860 um 73 Personen oder 8 %. Danach wuchs sie bis ins Jahr 1870 stark um 17,9 %. Seither folgt ein Auf und Ab mit Tiefstmarken von 912 Einwohnern im Jahr 1920 und einer Höchstmarke von 1062 Personen im Jahr 1910. Ein länger dauernder Bevölkerungsrückgang war nur zwischen 1950 und 1990 zu beobachten (−12,3 %).

### Sprachen
Die Bevölkerung spricht eine hochalemannische Mundart. Fast die gesamte Einwohnerschaft spricht als tägliche Umgangssprache deutsch. Bei der letzten Volkszählung im Jahr 2000 gaben 99,79 % Deutsch und 0,21 % Italienisch als Hauptsprache an.

### Religionen – Konfessionen
Die Bevölkerung war früher vollumfänglich Mitglied der römisch-katholischen Kirche. Die Konfessionsverhältnisse im Jahr 2000 zeigen immer noch die ursprüngliche Struktur an. 917 Personen waren katholisch (95,22 %). Daneben gab es 1,77 % evangelisch-reformierte Christen und 0,31 % Konfessionslose. 15 Personen (1,56 %) machten keine Angaben zu ihrem Glaubensbekenntnis.

### Herkunft – Nationalität
Von den Ende 2005 943 Bewohnern waren 931 (98,73 %) Schweizer Staatsangehörige. Die wenigen Zugewanderten stammen aus Österreich und Lateinamerika. Bei der Volkszählung 2000 waren 961 Personen (99,79 %) Schweizer Bürger; davon besass eine Person die doppelte Staatsbürgerschaft.

### Altersstruktur
Die Gemeinde zählt einen hohen Anteil an jungen Leuten. Während der Anteil der Personen unter zwanzig Jahren einen Drittel der Ortsbevölkerung ausmacht, sind nur knapp 15 % Senioren (60 Jahre und älter).
Bei der letzten Volkszählung im Jahr 2000 ergab sich folgende Altersstruktur:
| Alter  | 0–6 Jahre | 7–15 Jahre | 16–19 Jahre | 20–29 Jahre | 30–44 Jahre | 45–59 Jahre | 60–79 Jahre | 80 Jahre und mehr |
| Anzahl | 110       | 161        | 50          | 121         | 222         | 155         | 116         | 28                |
| Anteil | 11,42 %   | 16,72 %    | 5,19 %      | 12,56 %     | 23,05 %     | 16,10 %     | 12,05 %     | 2,91 %            |

## Politik

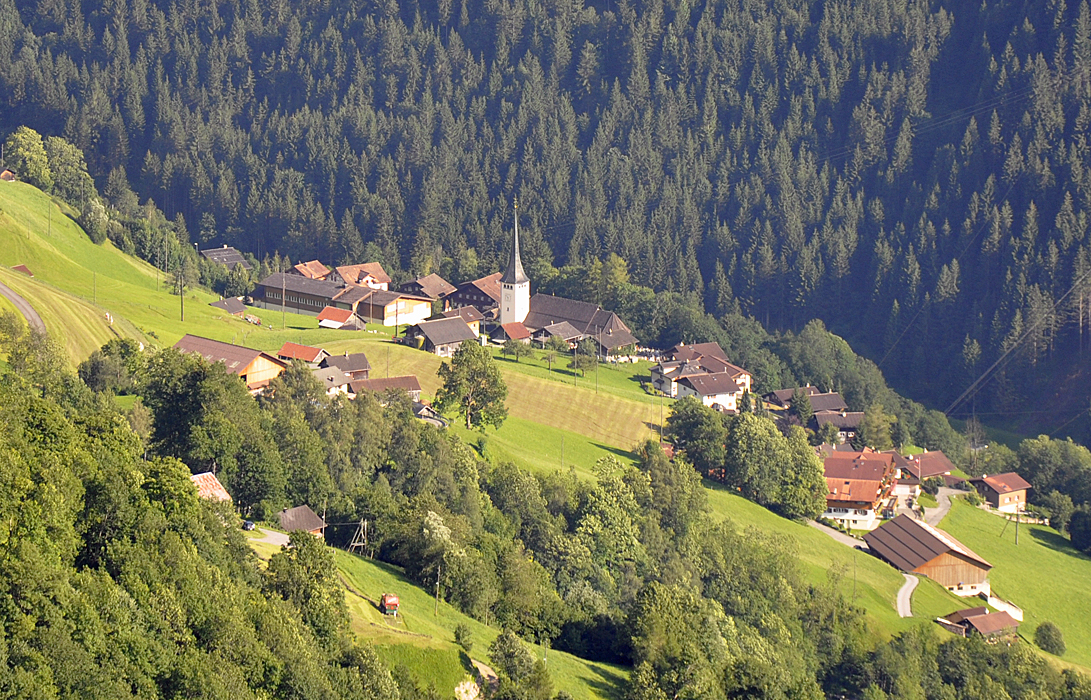
Spiringen UR

### Legislative
Die Gemeindeversammlung ist die Legislative. Sie tritt meistens zweimal jährlich zusammen.

### Exekutive
Der fünfköpfige Gemeinderat bildet die Exekutive. Er ist nebenamtlich tätig. Derzeitige Gemeindepräsidentin ist Esther Büeler-Arnold (Stand 2017).

## Wirtschaft
Im Jahr 2005 gab es 88 Landwirtschaftsbetriebe, die 194 Stellen boten. Industrie und Gewerbe beschäftigten in 8 Arbeitsstätten 38, der Dienstleistungsbereich in 19 Betrieben 78 Personen (Beschäftigung auf Vollzeitstellen umgerechnet). Die Volkszählung 2000 ergab 95 Landwirtschafts- und Forstbetriebe mit 237 Beschäftigten. Die Betriebszählung 2001 kam auf 8 Industrie- und Gewerbebetriebe mit 58 und 19 Dienstleistungsunternehmen mit 83 Beschäftigten.
Von den im Jahr 2000 441 erwerbstätigen Personen Spiringens arbeiteten 180 (40,82 %) in der eigenen Gemeinde. Insgesamt bot der Ort 243 Arbeitsplätze an, von denen 180 (74,07 %) durch Einheimische besetzt waren.
Die 261 Wegpendler verrichteten ihre Arbeit grösstenteils in anderen Gemeinden des Kantons Uri. Darunter 113 Personen in Altdorf, 34 in Schattdorf, 33 in Bürglen und 18 in Erstfeld. Bedeutendster Arbeitsort ausserhalb des Kantons war die Gemeinde Schwyz. Im Weiteren gab es 63 Zupendler. Diese kamen hauptsächlich aus Unterschächen (19 Personen), Altdorf (13) und Bürglen UR (12).

## Städtepartnerschaft
Seit 1968 existiert eine Partnerschaft mit der Gemeinde Emmen im Kanton Luzern.